# Coup de lune (film)
Pour les articles homonymes, voir Coup de lune.
Pour plus de détails, voir Fiche technique et Distribution.
Coup de lune (Colpo di luna) est un film italien réalisé par Alberto Simone, sorti en 1995.

## Fiche technique
- Titre original : Colpo di luna
- Titre français : Coup de lune
- Réalisation : Alberto Simone
- Scénario : Alberto Simone
- Photographie : Roberto Benvenuti
- Musique : Vittorio Cosma
- Pays d'origine : Italie
- Genre : drame
- Date de sortie : 1995

## Distribution
- Tchéky Karyo : Lorenzo
- Nino Manfredi : Salvatore
- Isabelle Pasco : Luisa
- Jim van der Woude : Agostino
- Johan Leysen : Titto
- Mimmo Mancini : Filippo
- Paolo Sassanelli : Michele